# 家族性腎澱粉樣變
家族性腎澱粉樣變(Familial renal amyloidosis、或稱"家族性內臟澱粉樣變性病"(familial visceral amyloidosis)，或"遺傳性澱粉樣腎病"(hereditary amyloid nephropathy)）爲原發性呈現在腎的一種淀粉样变形式。

## 變樣延伸
它與纖維蛋白原α鏈(Fibrinogen alpha chain)、 载脂蛋白， 及溶菌酶相關聯。
它也被稱為"奧斯特塔格型"(Ostertag)，名稱來自"B·奧斯特塔格"(B. Ostertag)，奧斯特塔格在1932年和1950年以間對"家族性腎澱粉樣變"病症特點提出描述。